# Alexandre Tharaud
Pour les articles homonymes, voir Tharaud.
Alexandre Tharaud, né à Paris le 9 décembre 1968, est un pianiste français.

## Biographie

### Jeunesse et formation
Né à Paris, Alexandre Tharaud découvre la scène grâce à sa mère (professeur de danse) et son père (patron d'un garage Citroën). Ce dernier lui fait faire de la figuration dans les théâtres du nord de la France, où la famille passe de nombreux week-ends.
À l'initiative de ses parents, il entame l'étude du piano à l'âge de cinq ans et rencontre au conservatoire du 14e arrondissement celle qui devient son professeur, Carmen Taccon-Devenat, une élève de Marguerite Long. Il déclare d'elle qu'elle lui a « donné des leçons de vie » et lui a appris à « respirer physiquement en faisant parler le piano ». Il entre au Conservatoire national supérieur de musique de Paris à 14 ans où il remporte un premier prix de piano dans la classe de Germaine Mounier à l'âge de dix-sept ans. Il se perfectionne avec Théodore Paraskivesco et reçoit les conseils de Claude Helffer, Leon Fleisher et Nikita Magaloff.
En 1987, il est lauréat du Concours international Maria-Canals à Barcelone et, un an plus tard, du concours Città di Senigallia en Italie. En 1989, il reçoit le 2e prix au Concours international de Munich. Sa carrière se développe rapidement en Europe puis en Amérique du Nord et au Japon.

### Carrière
Conseiller musical de la série de concerts de la Bibliothèque nationale de France à partir de 1997, il accorde une place importante à la musique de chambre, qu'il pratique avec le pianiste Michel Dalberto, le quatuor Ébène, le flûtiste Philippe Bernold et le violoncelliste Jean-Guihen Queyras[réf. nécessaire].
Après plusieurs années sur le label Harmonia Mundi, Alexandre Tharaud signe en 2009 un contrat d'exclusivité chez Erato.

### Collaborations
Après l'enregistrement des Concertos italiens de Bach, il est contacté en 2006 par Bartabas. Celui-ci lui propose de jouer ces concertos lors de son spectacle équestre aux Nuits de Fourvière à Lyon. Alexandre Tharaud déclare avoir eu la crainte de ne pouvoir se concentrer à cause du bruit des sabots et ajoute « la rencontre fut d’une telle violence, d’une intensité unique et d’un silence absolu. » Dès lors, la découverte de ce qu'il désigne lui-même comme « un vertige, un étrange ballet », le conduit à collaborer à d'autres expériences scéniques qui se succéderont, plus ou moins drolatiques ; il interprète sur scène une chanson de Barbara accompagné au piano par Bénabar.
En 2009, il se produit avec François Morel dans un spectacle consacré à Erik Satie. Avec le comédien et la chanteuse Juliette, il organise une journée Satie à la Cité de la musique, filmée pour France Télévisions.
Il collabore avec la réalisatrice et metteur en scène australienne Elise McLeod pour les clips vidéo Couperin, Tic toc choc et Chopin, Préludes opus 28.
En 2012, il participe au film Amour de Michael Haneke dans lequel il joue son propre rôle, avec comme partenaires Jean-Louis Trintignant, Emmanuelle Riva et Isabelle Huppert.
Il collabore à plusieurs reprises avec le compositeur français Thierry Pécou en donnant la première mondiale de son premier concerto pour piano en octobre 2006 au Théâtre des Champs-Élysées.
Le 27 novembre 2015 il accompagne Natalie Dessay pour l'interprétation de Perlimpinpin de Barbara, lors de l'hommage national rendu aux victimes des attentats du 13 novembre, aux Invalides.
En juillet 2017, il crée avec Juliette Binoche le spectacle Vaille que vivre (Barbara), inspiré par le livre Il était un piano noir…, Mémoires interrompus de Barbara, en hommage à la chanteuse disparue en 1997, présenté dans la cour du Lycée Saint-Joseph lors de la 71e édition du Festival d'Avignon.

### Autres activités
Alexandre Tharaud est parrain de l'association Le Refuge qui vient en aide aux jeunes homosexuels rejetés par leurs familles. Il est aussi parrain de Culture Relax, qui agit pour ouvrir le spectacle vivant, (opéra, théâtre et concerts) aux personnes dont le handicap entraîne des comportements atypiques (autisme, handicap mental, polyhandicap…). Il est également membre d'honneur de l'association Barbara[réf. nécessaire].
En 2011, il signe la tribune parue dans le journal Le Monde réclamant la dépénalisation universelle de l'homosexualité.
En juin 2024, dans le cadre des élections législatives françaises de 2024, il prend position contre le Rassemblement national et contre La France insoumise. Après avoir envisagé une tribune collective contre l’extrême droite, il renonce face à la réticence de quelques personnalités de la musique classique : « Je pense qu’il y a une frilosité évidente, qu’ils ne voulaient pas se mouiller. Je pense aussi qu’une partie — que j’espère minime — du monde de la musique classique, glisse vers l’extrême droite. Certains artistes sont aussi liés à une structure subventionnée, par exemple un orchestre, une fondation, un festival. Ils peuvent dès lors craindre des baisses de subventions, si jamais un député RN venait à être élu dans leur circonscription ».
Il est attaché à la ville de Perros-Guirec, où résidaient ses grands-parents et où il a fréquemment séjourné.[réf. nécessaire]

## Approche musicale
À ceux qui l'interrogent sur la pertinence de jouer au piano de la musique initialement écrite pour clavecin, il répond ne pas être sûr que l'« authenticité passe par un instrument donné ». Il s'inscrit ainsi dans la lignée des pianistes du XXe siècle comme Yvonne Lefébure ou Marcelle Meyer qui ont défendu et contribué à faire connaître le répertoire du XVIIe siècle et du XVIIIe siècle, en l'interprétant au piano.

### Répertoire
Son répertoire s'étend de Jean-Sébastien Bach à Mauricio Kagel avec une certaine prédilection pour Emmanuel Chabrier et Francis Poulenc. Ses enregistrements chez Harmonia Mundi sont essentiellement de la musique pour piano seul et, dans une moindre mesure, de la musique de chambre. Il a enregistré avec Jean-Guihen Queyras la sonate pour arpeggione de Schubert et les sonates pour piano et violoncelle de Debussy et Poulenc.

### Méthode de travail
Il refuse d'avoir un piano chez lui au risque de préférer le plaisir du déchiffrage et de l'improvisation à la nécessité d'un travail rigoureux. Il déclare aller systématiquement chez des amis pour travailler : « C'est en creusant, en raclant ces failles que je dois trouver des solutions pour parvenir aux couleurs que je cherche. Pour progresser. Par la suite, en concert, le fétichisme de l'instrument devient relativement secondaire, tellement j'ai l'habitude de dialoguer avec tout type de piano. » Il compose également, mais préfère garder cette activité en second plan.

## Distinctions

### Récompenses
Alexandre Tharaud a reçu plusieurs récompenses pour ses enregistrements, dont le Grand Prix de l'Académie Charles-Cros pour son interprétation des œuvres de Francis Poulenc (1997), puis pour celle des œuvres de Maurice Ravel (2003). Son enregistrement des suites en la et en sol de Jean-Philippe Rameau a été plébiscité par la critique (Choc du Monde la Musique, ffff Télérama), tout comme celui consacré à des sonates pour clavier de Domenico Scarlatti paru en 2011 (Diapason d'or Arte, Choc de Classica).
En 2012 il est soliste instrumental de l'année aux Victoires de la musique classique et en 2013, c'est la Victoire pour l'enregistrement de l'année qui lui échoit, en récompense de son CD Le Bœuf sur le toit.
Le 23 février 2021, il reçoit une nouvelle Victoire de la Musique Classique, catégorie Soliste Instrumental.

### Décorations
En 2009, il est nommé Chevalier dans l'Ordre des Arts et des Lettres par le Ministère de la Culture. Il est promu au grade de commandeur le 10 février 2016. 

## Discographie

### Piano solo
- 1995 : Milhaud, Œuvres pour piano (Naxos)
- 1997 : Poulenc, Pièces pour piano (Arion)
- 1998 : Chabrier, Intégrale de l'œuvre pour piano (Arion)
- 1998 : Schubert, Moments Musicaux et sonate D.664 (Arion)
- 2001 : Rameau, Nouvelles suites (Harmonia Mundi)
- 2003 : Ravel, Intégrale de l'œuvre pour piano (Harmonia Mundi)
- 2005 : Bach, Concertos italiens (Harmonia Mundi)
- 2006 : Chopin, Valses (Harmonia Mundi)
- 2007 : Couperin, Tic Toc Choc (Harmonia Mundi)
- 2008 : Chopin, Préludes (Harmonia Mundi)
- 2009 : Erik Satie, Avant-dernières Pensées (Harmonia Mundi)
- 2010 : Journal intime, Chopin (Erato)
- 2011 : Scarlatti, Sonates (Erato)
- 2013 : Autograph (Erato), récital des bis préférés du pianiste : Jean Sibelius, Leopold Godowsky,  Ignacio Cervantes, Federico Mompou, etc.
- 2015 : Bach, Variations Goldberg (Erato)
- 2018 : Beethoven, Sonate pour piano n°30 , sonate pour piano n° 31 et sonate pour piano n°32 (Erato)
- 2019 : Versailles (Erato), consacré aux œuvres de Jean-Philippe Rameau, Robert de Visée, Pancrace Royer, François Couperin, Jean-Baptiste Lully, Jean-Henri d'Anglebert, Jacques Duphly et Claude Balbastre
- 2021 Schubert, Impromptus D.899 & Moment Musicaux D.780 (Erato)

### Concertos
- 1999 : Albert Roussel, Concerto pour piano et orchestre op. 36 (Naïve) avec l'Ensemble orchestral de Paris (dir. David Stern)
- 2008 : Thierry Pécou, L'Oiseau innumérable (Harmonia Mundi) avec l'Ensemble orchestral de Paris (dir. Andrea Quinn)
- 2011 : Bach, Concertos pour piano (Erato) avec Les Violons du Roy (dir. Bernard Labadie)
- 2014 : Jeunehomme, Mozart, Concerto pour piano no 9 et Haydn, Concerto pour piano en ré majeur (Erato) avec Les Violons du Roy (dir. Bernard Labadie)
- 2016 : Rachmaninov, Concerto pour piano no 2 (Erato) avec le Royal Liverpool Philharmonic Orchestra (dir. Alexander Vedernikov)
- 2018 : Poulenc, Concerto pour piano, FP.146 (LPO) avec le London Philharmonic orchestra (dir. Yannick Nézet-Séguin)
- 2023 : Ravel, Concertos, Falla, Noches en los jardines de España (Warner Classics)

### Musique de chambre
- 1997 : Saint-Saëns, Le Carnaval des animaux, fantaisie zoologique, Paul Ladmirault, Les Mémoires d'un âne (Arion) avec narration de Claude Piéplu
- 1997 : Musique française pour clarinette et piano, avec Ronald Van Spaendonck, (Harmonia Mundi) avec des pièces de Poulenc, Debussy, Milhaud, Gaubert, Saint-Saëns, Pierné, Honegger, Françaix
- 1998 : Poulenc, Intégrale de la musique de chambre (Naxos)
- 1998 : Reynaldo Hahn, Quintette pour quatuor à cordes et piano en fa dièse mineur (Naïve) avec le Quatuor Parisii
- 2000 : Musique du XXe siècle pour flûte et piano, avec Philippe Bernold (Harmonia Mundi) avec des pièces de Boulez, Dutilleux, Messiaen, Jolivet et Varèse
- 2001 : Kodály (Sonatine et adagio pour violoncelle et piano), Kurtág, Jelek (Sonate pour violoncelle seul) (Harmonia Mundi) avec Jean-Guihen Queyras
- 2003 : Mauricio Kagel, Ludwig van, Der Eid des Hippokrates, Unguis incarnatus est, MM51, Rrrrrrr… (Æon)
- 2003 : Schubert, Divertissement à la hongroise, avec Zhu Xiao-Mei, (Harmonia Mundi)
- 2004 : Thierry Pécou, Outre-mémoire, avec l'ensemble Zellig (Æon)
- 2006 : Schubert, Sonate Arpeggione, avec Jean-Guihen Queyras (Harmonia Mundi)
- 2008 : Debussy et Poulenc, sonates pour violoncelle et piano, avec Jean-Guihen Queyras (Harmonia Mundi)
- 2018 : Brahms, sonates pour violoncelle et piano, Danses hongroises (Erato)
- 2023 : Marin Marais, Folies d'Espagne, La Rêveuse & Other Works, avec Jean-Guihen Queyras (Harmonia Mundi)

### Projets particuliers
- 2012 : Amour (Erato) Bande originale du film Amour de Michael Haneke, avec des pièces de Bach, Schubert et Beethoven.
- 2012 : Le Bœuf sur le toit (Erato) Musique de cabaret avec Juliette, Madeleine Peyroux, Natalie Dessay, Bénabar, Guillaume Gallienne, Jean Delescluse, Frank Braley[18].
- 2017 : Barbara (Erato) Hommage à Barbara à l'occasion des vingt ans de sa disparition, avec Michel Portal, Roland Romanelli, Quatuor Modigliani, Renaud Capuçon, François Salque, Louis Rodde, Stéphane Logerot, Hervé Joulain, Juliette, Vanessa Paradis, Bénabar, Albin de la Simone, Jean-Louis Aubert, Tim Dup, Radio Elvis, Juliette Binoche, Camelia Jordana, Guillaume Gallienne, Dominique A, Hindi Zahra, Rokia Traoré, Luz Casal, Jane Birkin.
- 2022 : Cinema (Erato) Tharaud joue des musiques de film écrites par Michel Legrand, John Williams, Vladimir Cosma, Ennio Morricone, Philippe Sarde, Nino Rota ou Georges Delerue. Il est accompagné par Vanessa Paradis, Camélia Jordana, Sabine Devieilhe, Michel Portal, Nemanja Radulović, l'Orchestre de l'Académie nationale Sainte-Cécile dirigé par Antonio Pappano[19].

### Compilation
- 2020 : Le poète du Piano (Erato) Le premier CD est consacré aux pièces pour piano seul (Bach, Chopin Rameau Scarlatti), le deuxième aux concertos (Bach, Mozart, Rachmaninov, Ravel) et le troisième aux inédits et raretés (Barbara, Debussy, Grieg, Morricone)[20].

## Filmographie
- 2018 : Ultimes Sonates réalisé par Mariano Nante. Arte
- 2015 : Bach Goldberg Variations réalisé par Stéphan Aubé, Erato
- 2013 : Le Temps Dérobé, documentaire de Raphaëlle Aellig Régnier
- 2012 : Amour de Michael Haneke : Alexandre dans son propre rôle.
- 2024 : Boléro de Anne Fontaine : Pierre Lalo

## Publications
- 2017 : Montrez-moi vos mains, Grasset
- 2013 : Piano intime, Conversations avec Nicolas Southon, Editions Philippe Rey